# Love Go
Love Go är ett helt instrumentalt musikalbum av Fleshquartet som släpptes 2000. Carl-Michael Herlöfsson producerade albumet.

## Låtlista[1]
1. Nsms  3:29
2. Lave  4:03
3. It's Over  3:26
4. Tic Tic  1:57
5. Gilli Gilli  3:52
6. Mac Who  3:05
7. Ntv  2:03
8. Jonnybird  1:55
9. Life Wish  2:29
10. Damn You  2:58
11. See  3:14
12. Antila  5:00
13. Love Go  3:43
14. Inferno  2:27
15. Elimbao  5:41
16. Farewell Sweet Prince  2:23
17. Delivered  4:04

## Musiker[1]
- Fläskkvartetten
  - Jonas Lindgren – violin
  - Örjan Högberg – viola
  - Mattias Helldén – cello
  - Sebastian Öberg – cello
  - Christian Olsson – slagverk
- Goran Kajfes - Trumpet

Producent - Carl-Michael Herlöfsson